# Deskryptywizm (językoznawstwo)
Deskryptywizm (od łac. describere „opisywać”) – dążność do opisowego ujmowania zachowań językowych. Deskryptywizm zakłada obiektywny i systematyczny opis języka, odzwierciedlający empiryczne fakty praktyki językowej. Podejście to, właściwe dla badań językoznawczych, przeciwstawia się preskryptywizmowi, którego celem jest propagowanie pewnej formy języka oraz formułowanie i egzekwowanie jej zasad. Preskryptywizm znajduje zastosowanie w kontekstach edukacyjnych i jest związany z instytucjonalną polityką językową.
Naukowe opisy języków niemal zawsze są oparte na podejściu deskryptywnym. Językoznawcy odrzucają preskryptywizm w swojej działalności naukowej, skupiając się na bezstronnym opisie języka i zachowań jego użytkowników. Nie oceniają oni toteż mowy rodzimych użytkowników języka i odżegnują się od zewnętrznych opinii językowych, usiłując przedstawić faktyczny sposób użycia języka. Rozpatruje się przy tym zjawisko wariacji językowej, czego owocem jest neutralne ujmowanie różnic społecznych lub regionalnych oraz historycznej zmienności języka, bez wydawania opinii poprawnościowych. Równocześnie opisy językoznawcze mogą rejestrować sądy wartościujące już istniejące w danej społeczności. Bywa też, że w opracowaniach deskryptywnych zwraca się uwagę na sytuacyjną stosowność różnych form językowych (standardowych i niestandardowych).
Informacje deskryptywne czerpie się z rozmów, tekstów i eksperymentów, z wykorzystaniem nagrań realnych sytuacji językowych oraz dostępnych źródeł pisanych (np. gazet i książek). Obserwacje te stają się podstawą dla obiektywnego opisu języka, jego struktury, sposobu jego użycia oraz akwizycji. Językoznawcze postrzeganie języka odróżnia się od potocznych stanowisk, które często uznają słowniki i opracowania gramatyczne za źródła wskazówek poprawnościowych. Podejście deskryptywne zakłada opis zarówno języka standardowego, jak i rozmaitych form niestandardowych (nieliterackich).
Jak zauważają niektórzy badacze, nie istnieje ścisła granica między obiema postawami – deskryptywizmem i preskryptywizmem. W pewnym sensie charakter preskryptywny wykazuje także kodyfikacja czerpiąca z badań opisowych, gdyż przedsięwzięcie to samo w sobie wiąże się z doborem i promocją pewnych form językowych jako standardowych. Terminowi „preskryptywizm” przypisuje się jednak negatywne konotacje; pojęcie to jest w praktyce kojarzone z konserwatyzmem, elitaryzmem czy też nieprzystającymi nauce uprzedzeniami społecznymi. W węższym znaczeniu pod pojęciem preskryptywizmu rozumie się praktykę, która jednocześnie dyktuje i dezaprobuje pewne elementy językowe, szerząc np. pogląd, że nieskodyfikowane formy, występujące poza ramy języka standardowego, są mniej wartościowe bądź gorszej jakości.